# Nierozłączni
Nierozłączni (tytuł oryg. Dead Ringers) – amerykańsko-kanadyjski film fabularny (thriller) z 1988 roku, powstały na podstawie powieści Twins Jacka Geaslanda i Bari Wood.

## Fabuła
Beverly i Elliot Mantle to bliźniacy jednojajowi. Oboje są ginekologami. Mieszkają razem. Pracują w swojej prywatnej klinice. Korzystają często ze swojego podobieństwa. Objawia się to między innymi w relacjach z pacjentkami, z którymi często miewają romanse, wymieniając się nimi - często jeden z nich udaje drugiego. Sprawy komplikują się, gdy na wizytę przychodzi znana aktorka, Claire Niveau. Bardzo chce mieć dzieci. Okazuje się, że ma trzy pochwy - jest bezpłodna. Bracia na początku swobodnie się nią wymieniają, jednak ona orientuje się, co się dzieje. Beverly jest w niej zakochany i nadal się z nią spotyka. Jest ona uzależniona od leków. Zakochany bliźniak spędzając z nią czas i bojąc się, że jego brat przeszkodzi im być razem, albo że Claire zerwie jego więź z Elliotem, wpada w uzależnienie, które pogłębia się wraz z wyjazdem aktorki. Elliot próbuje go ratować, jednocześnie ratując ich karierę, która powoli upada. Po tym jak Beverly wymyślonymi przez siebie narzędziami do "mutacji macicy" chce przeprowadzić operację, podczas której jest w dodatku odurzony narkotykami i ledwie zdolny do poruszania się i kontaktu, Elliot zaczyna dochodzić do wniosku że musi "zsynchronizować" się z bratem. Zaczyna zażywać różne substancje. W tym czasie wraca Claire i Beverly z jej pomocą zaczyna wychodzić z nałogu (a przynajmniej jest z nim lepiej). Jednak zaczyna się niepokoić o brata, który od dłuższego czasu nie kontaktuje się z nim, co nie jest do niego podobne. Wraca do ich mieszkania i zastaje Elliota siedzącego w ubraniu pod prysznicem. Zaczynają razem "brać" i wstrzykiwać właściwie wszystko, co się da. Na koniec Elliot ląduje na fotelu, na którym zwykli obsługiwać pacjentów. Beverly przeprowadza na nim zabieg "odłączenia bliźniaków syjamskich". Robi to swoimi, wcześniej wspomnianymi, narzędziami. Na początku spuszcza z niego krew. Potem sam budzi się na fotelu obok i mówi do Elliota, że miał okropny sen. Elliot leży niedaleko z wnętrznościami na zewnątrz. Beverly załamuje się, a ostatnia scena przedstawia go skulonego na martwym ciele brata. Serial na stronie Filmweb przez krytyków jest oceniany na 7,8, a za to przez widzów na 7,0. Dostał on 4 nominacje/ 5 nagród
Nagrody:
- Stowarzyszenie Nowojorskich Krytyków Filmowych - NYFCC - Najlepszy aktor pierwszoplanowy Jeremy Irons (1988)
- Stowarzyszenie Krytyków Filmowych z Los Angeles (LAFCA) -
  - LAFCA - Najlepsza aktorka drugoplanowa Geneviève Bujold także za:  Moderniści (1988)
  - LAFCA - Najlepszy reżyser David Cronenberg
- Stowarzyszenie Krytyków Filmowych z Chicago (CFCA) - Chicago Flame - Najlepszy aktor Jeremy Irons (1988)

Nominacje:
- Saturny (1990):
  - Saturn - Najlepszy horror
  - Saturn - Najlepszy aktor Jeremy Irons
  - Saturn - Najlepszy scenariusz David Cronenberg, Norman Snider
  - Saturn - Najlepsza muzyka Howard Shore
  - Saturn - Najlepsze kostiumy Denise Cronenberg

## Główne role
- Jeremy Irons jako Beverly Mantle; Elliot Mantle
- Geneviève Bujold jako Claire Niveau
- Heidi von Palleske jako Cary
- Barbara Gordon jako Danuta
- Shirley Douglas jako Laura